# Giuseppe Furlani
Giuseppe Furlani (Pula, 10 novembre 1885 - Rome, 17 décembre 1962) est un archéologue, orientaliste, philologue et historien des religions italien, fondateur de l'assyriologie et de l'hittitologie italienne.

## Biographie
Il étudie le droit à l'Université de Graz puis la philologie orientale et obtient le doctorat en 1913. Après un séjour au British Museum où il analyse les manuscrits syriens, il devient enseignant au Caire d'arabe et d'anglais au lycée italien. Il effectue alors de nombreux voyages dans l'Égypte et dans tout le Proche-Orient puis revient en Italie où il obtient l'habilitation en philologie sémitique de l'Université de Turin. En 1924, il devient professeur d'arabe et de babylonien à l'Université de Florence. Il organise alors la première et unique fouille italienne en Mésopotamie à Qasr Shamamuk.
En 1940, il inaugure la première chaire d'assyriologie et d'antiquités orientales de l'Université de Rome et en 1951, devient directeur de l'Institut d'études orientales de Rome.

## Travaux
- La Religione babilonese e assira, 1928-1929
- Il Sacrificio nella Religione dei semiti di Babilonia e Assiria, 1932
- La Religione degli Hittiti, 1936
- Grammatica babilonese e assira, 1941